# Itabaianinha (kommun)
Itabaianinha är en kommun i Brasilien.   Den ligger i delstaten Sergipe, i den östra delen av landet, 1 200 km öster om huvudstaden Brasília. Antalet invånare är 38 886. Arean är 493 kvadratkilometer.
Terrängen i Itabaianinha är platt.
Följande samhällen finns i Itabaianinha:
- Itabaianinha

Omgivningarna runt Itabaianinha är huvudsakligen savann. Runt Itabaianinha är det ganska tätbefolkat, med 75 invånare per kvadratkilometer.